# Liên Chiểu (quận)
Liên Chiểu là một quận nội thành thuộc thành phố Đà Nẵng, Việt Nam.

## Địa lý
Quận Liên Chiểu nằm ở phía tây bắc thành phố Đà Nẵng, có vị trí địa lý: 
- Phía đông giáp các quận Cẩm Lệ, Thanh Khê và Biển Đông (Vịnh Đà Nẵng)
- Phía tây và phía nam giáp huyện Hòa Vang
- Phía bắc giáp huyện Phú Lộc, thành phố Huế.

Liên Chiểu là một quận công nghiệp trẻ, nằm dọc theo Quốc lộ 1 và có đường sắt Bắc Nam đi qua. Quận có vị trí địa lý, điều kiện tự nhiên, thuận lợi phát triển giao thông vận tải, du lịch và là nơi tập trung 2 khu công nghiệp lớn của Đà Nẵng.

### Tài nguyên
Liên Chiểu có bờ biển dài 26 km, với nhiều bãi tắm tự nhiên đẹp như Nam Ô, Xuân Thiều, Bắc Ninh, bờ biển uốn lượn chạy vòng cung ôm dọc theo tuyến đường Nguyễn Tất Thành - một trong những con đường đẹp nhất của thành phố, thuận lợi cho khai thác và phát triển du lịch. Ngoài ra còn có tiềm năng phát triển ngành nuôi trồng và đánh bắt hải sản. Quận còn có lợi thế về tài nguyên rừng, trong đó rừng đặc dụng Hải Vân, diện tích 3418,7 ha. Nơi có đường hầm đèo Hải Vân, một trong những đường hầm dài nhất Đông Nam Á xuyên qua lòng núi. Rừng ở đây phong phú các loại tài nguyên động thực vật, là tiềm năng để phát triển du lịch sinh thái, nghỉ dưỡng lý tưởng được hình thành bởi quần thể sinh thái như sông Cu Đê, Làng Vân, đường đèo Hải Vân và thắng cảnh thiên nhiên Nam Ô.

## Hành chính
Quận Liên Chiểu có 5 đơn vị hành chính cấp xã trực thuộc, bao gồm 5 phường: Hòa Hiệp Bắc, Hòa Hiệp Nam, Hòa Khánh Bắc, Hòa Khánh Nam, Hòa Minh.

## Lịch sử
Liên Chiểu xưa là tên một làng thuộc tổng Thái Hòa, huyện Hòa Vang. Làng Liên Chiểu nằm ở chân đèo Hải Vân, nay thuộc phường Hòa Hiệp Bắc. Tên gọi Liên Chiểu có nghĩa là "ao sen". Về sau, tên làng được đặt cho ga tàu lửa, chợ, kho xăng dầu và nay là tên quận.
Ngày 23 tháng 1 năm 1997, Chính phủ ban hành Nghị định số 07/1997/NĐ-CP. Theo đó, thành lập quận Liên Chiểu trên cơ sở toàn bộ diện tích và dân số của 3 xã Hòa Hiệp, Hòa Khánh và Hòa Minh thuộc huyện Hòa Vang.
Sau khi thành lập, quận có 7.572 ha diện tích tự nhiên và 52.279 người với 3 phường trực thuộc, gồm các phường: Hòa Hiệp, Hòa Khánh và Hòa Minh.
Ngày 2 tháng 3 năm 2005, Chính phủ ban hành Nghị định số 24/2005/NĐ-CP. Theo đó:
- Chia phường Hòa Hiệp thành hai phường Hòa Hiệp Bắc và Hòa Hiệp Nam
- Chia phường Hòa Khánh thành hai phường Hòa Khánh Bắc và Hòa Khánh Nam.

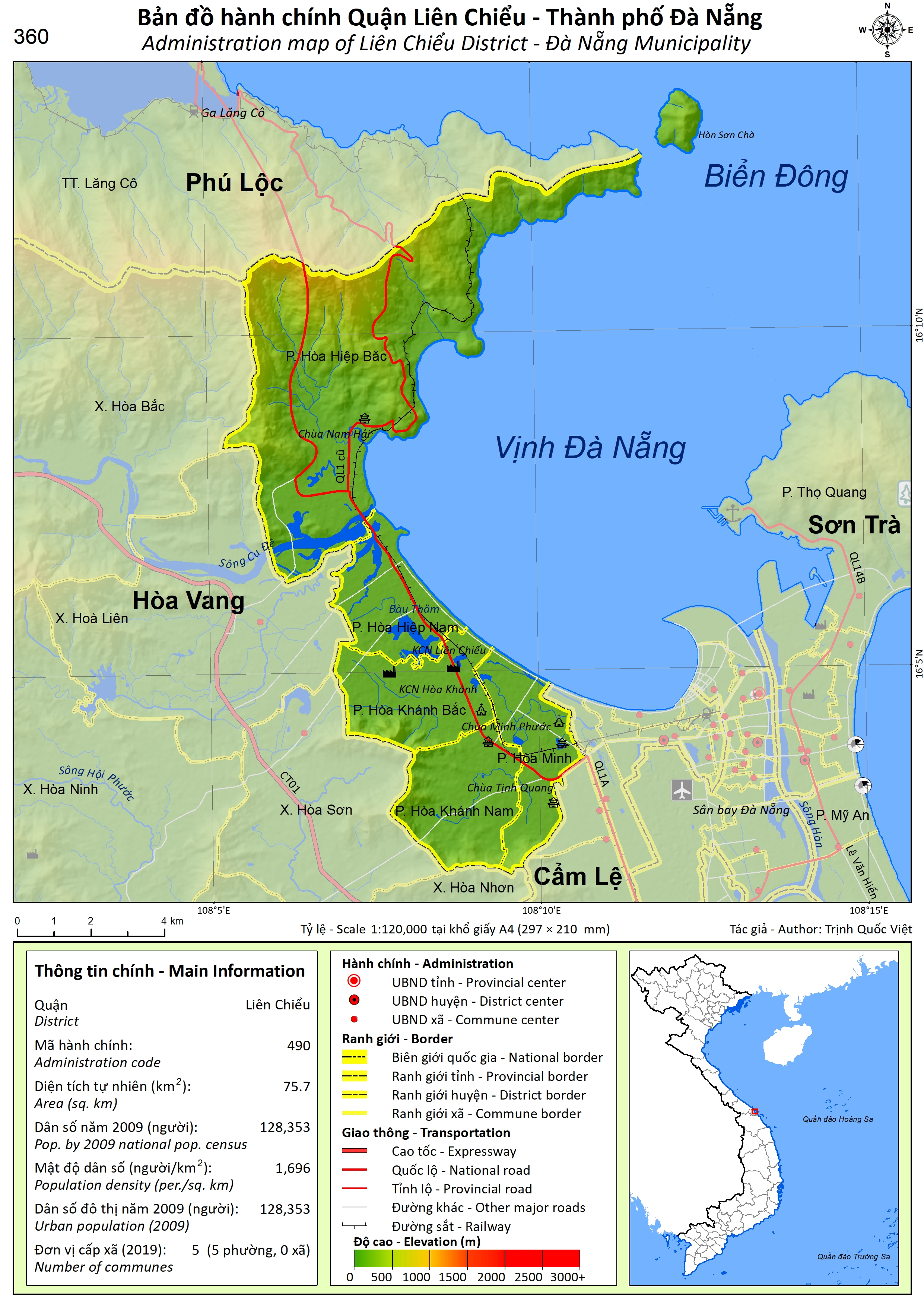
Bản đồ hành chính quận Liên Chiểu

Ngày 24 tháng 10 năm 2024, Ủy ban Thường vụ Quốc hội ban hành Nghị quyết số 1251/NQ-UBTVQH15 về việc sắp xếp đơn vị hành chính cấp xã thành phố Đà Nẵng giai đoạn 2023 – 2025 (nghị quyết có hiệu lực từ ngày 1 tháng 1 năm 2025). Theo đó, điều chỉnh 1,03 km² diện tích tự nhiên và quy mô dân số là 15.220 người của phường Hòa Minh, quận Liên Chiểu vào phường Thanh Khê Tây, quận Thanh Khê.
Sau khi điều chỉnh, quận Liên Chiểu có 80,96 km² diện tích tự nhiên, quy mô dân số là 166.832 người và 5 phường.
Quận Liên Chiểu có 5 phường trực thuộc như hiện nay.

## Kinh tế - xã hội
Trên địa bàn quận có chợ Hoà Khánh và các chợ khác như chợ Thanh Vinh, Nam Ô, Hoà Mỹ... và nhiều đại lý bán sỉ và lẻ các mặt hàng phong phú đáp ứng nhu cầu của người tiêu dùng. Ngoài ra, Bến xe Trung tâm thành phố đóng trên địa bàn quận đã tạo điều kiện thuận lợi để luân chuyển hàng hoá và đón đưa khách từ các tỉnh thành khác đến với Đà Nẵng. Trong công tác đầu tư hạ tầng cơ sở, quận đã chú trọng đến hệ thống giao thông, điện, nước sinh hoạt, chợ, trường học và bệnh viện. Hiện nay với hơn 60 dự án quy hoạch khu dân cư như dự án Trung tâm đô thị mới Tây Bắc, Khu đô thị sinh thái Quan Nam - Thủy Tú, Dự án nâng cấp và mở rộng Xí nghiệp Dây và cáp điện Tân Cường Thành, đường DT 606 (lên khu du lịch nghỉ dưỡng Bà Nà), mở rộng và nâng cấp đường Hoàng Văn Thái... sẽ tạo nên bộ mặt đô thị ngày càng khang trang, hiện đại.
Nền kinh tế quận phát triển theo cơ cấu: Công nghiệp - Dịch vụ - Nông nghiệp. Trong đó CN - TTCN giữ vai trò chủ đạo, TM - DV giữ vị trí quan trọng, nông nghiệp sẽ giảm dần tỷ trọng đến mức ổn định. Mục tiêu trong những năm đến là "Xây dựng quận Liên Chiểu trở thành đô thị lớn phía Tây Bắc của thành phố, là trọng điểm phát triển công nghiệp, du lịch và dịch vụ; là cửa ngõ phía Bắc, đầu mối giao thông quan trọng; một trong những trung tâm giáo dục - đào tạo, triển khai các tiến bộ khoa học kỹ thuật trong sản xuất; là địa bàn giữ vị trí chiến lược quan trọng về quốc phòng, an ninh của thành phố" như Kết luận số 24-KL/TU ngày 06/10/2004 của Ban Thường vụ Thành ủy Đà Nẵng.
Hiện nay trên địa bàn quận Liên Chiểu đã và đang hình thành một số khu đô thị cao cấp như: Căn hộ cao cấp Asiana Da Nang (ngay bãi tắm Nam Ô) Lưu trữ ngày 17 tháng 7 năm 2021 tại Wayback Machine khu đô thị Phúc Lộc Viên, khu đô thị Phước Lý, khu đô thị Quang Thành 3B, khu đô thị Aurora Da Nang City, khu đô thị Phùng Hưng, khu đô thị Bulova, khu đô thị Sun Bay Đà Nẵng, khu đô thị Hòa Minh 5, khu đô thị Luxury Beach, khu đô thị Golden Hills City,...

### Xây nhà trái phép tại núi Hải Vân
Sáng 4-2-2015, UBND quận Liên Chiểu (Đà Nẵng) đã xử phạt thiếu tướng Phan Như Thạch (nguyên giám đốc Công an tỉnh Quảng Nam) và ông Ngô Văn Quang (giám đốc Công ty TNHH vàng Phước Minh) mỗi người 22,5 triệu đồng vì việc xây dựng công trình trái phép của hai ông tại khu vực núi Hải Vân ở P. Hòa Hiệp Bắc, Q. Liên Chiểu. Ông Thạch đã cho xây dựng một biệt thự ba tầng bất hợp pháp. Ông Quang ngoài công trình biệt thự của mình còn bị phạt tiền 15 triệu đồng về hành vi tự ý chuyển đổi mục đích sử dụng đất rừng đặc dụng, đất rừng phòng hộ, đất rừng sản xuất mà không được cơ quan nhà nước có thẩm quyền cho phép, tự ý xây dựng công trình trên đất rừng với diện tích 1.411m2 với các công trình khác. Ngoài ra ông còn bị buộc phải khôi phục lại tình trạng ban đầu trong vòng 35 ngày kể từ ngày nhận được quyết định. Tuy nhiên, sau 7 năm công trình biệt thự của ông Quang vẫn chưa được tháo dỡ xong.

### Giáo dục
Một số trường Đại học, Cao đẳng đóng trên địa bàn quận Liên Chiểu như:
- Đại học Bách khoa Đà Nẵng.
- Đại học Sư phạm Đà Nẵng
- Đại học Xây dựng miền Trung
- Đại học Duy Tân (trường Công nghệ).
- Đại học Duy Tân (trường Y Dược).
- Cao đẳng Giao thông Vận tải Trung ương V
- Cao đẳng Kinh tế - Kế hoạch Đà Nẵng.

Hiện nay đã thu hút trên 32.000 học sinh, sinh viên cả nước lưu trú và học tập, đây cũng là nguồn nhân lực chất xám dồi dào cung cấp đội ngũ kỹ sư, cán bộ, công nhân thạo việc, có tay nghề đáp ứng nhu cầu của các nhà tuyển dụng để phát triển quận và thành phố.

### Y tế
Một số bệnh viện đóng trên địa bàn quận Liên Chiểu như:
- Bệnh viện Ung bướu Đà Nẵng.
- Bệnh viện Đa khoa Nam Liên Chiểu (Bệnh viện Giao thông Vận tải Đà Nẵng cũ).[10]
- Bệnh viện Tâm thần Đà Nẵng
- Trung tâm Y tế quận Liên Chiểu [11]
- Bệnh viện Phổi Đà Nẵng [12]

### Hạ tầng
Kết cấu hạ tầng của quận đang ngày càng hoàn thiện, công tác chỉnh trang, đô thị hoá diễn ra nhanh, nhiều dự án lớn của Thành phố và Trung ương đã và đang triển khai trên địa bàn làm cho công tác quy hoạch, chỉnh trang đô thị được thực hiện đều khắp và đồng bộ, tạo ra diện mạo đô thị trẻ ngày càng sầm uất, hấp dẫn.
Quận Liên Chiểu có 2 khu công nghiệp: KCN Liên Chiểu và KCN Hòa Khánh. Ngoài ra KCN Hoà Khánh đang được mở rộng. Đây là nơi tập trung trên 200 nhà máy, xí nghiệp công nghiệp lớn của thành phố, trung ương và các nhà đầu tư trong và ngoài nước với lượng công nhân trên 30.000 người. Với một chính sách thông thoáng, cởi mở tạo điều kiện thuận lợi, hỗ trợ cho các nhà đầu tư từ các cấp chính quyền, các nhà đầu tư đến đây yên tâm làm ăn.

## Dân số
Quận Liên Chiểu có diện tích 75 km², dân số năm 2018 là 170.153 người, mật độ dân số đạt 2.335 người/km².
Quận Liên Chiểu có diện tích 80,96 km², dân số quy đổi tính đến ngày 31/12/2023 là 166.832 người, mật độ dân số đạt 2.060 người/km².

## Du lịch
Một số địa điểm du lịch nổi tiếng ở quận Liên Chiểu:
- Bãi biển Nam Ô
- Bãi đá rạn Nam Ô [13]
- Khu du lịch sinh thái Suối Lương
- Chùa Quang Minh
- Làng Vân
- Sông Cu Đê
- Khu du lịch Mikazuki.

## Giao thông

### Đường phố
- Âu Cơ
- Bắc Sơn
- Bạch Thái Bưởi
- Bùi Chát
- Bùi Hiển
- Chúc Động
- Đà Sơn
- Đàm Quang Trung
- Đàm Văn Lễ
- Đặng Chất
- Đặng Chiêm
- Đặng Dung
- Đặng Huy Tá
- Đặng Huy Trứ
- Đặng Minh Khiêm
- Đặng Tất
- Đào Công Soạn
- Đào Doãn Địch
- Đào Nghiễm
- Đào Ngọc Chua
- Đào Nguyên Phổ
- Đào Sư Tích
- Đinh Đức Thiện
- Đỗ Năng Tế
- Đỗ Nhuận
- Đoàn Phú Tứ
- Đoàn Trần Nghiệp
- Đoàn Văn Cừ
- Đồng Kè
- Đồng Xoài
- Dũng Sĩ Thanh Khê
- Dương Cát Lợi
- Dương Đức Hiền
- Hà Hồi
- Hà Văn Tính
- Hồ Bá Ôn
- Hồ Quý Ly
- Hồ Sĩ Đống
- Hồ Tùng Mậu
- Hoàng Minh Thảo
- Hoàng Tăng Bí
- Hoàng Thị Loan
- Hoàng Trung Thông
- Hoàng Văn Thái
- Hồng Thái
- Huỳnh Dạng
- Huỳnh Thị Bảo Hòa
- Kiều Oánh Mậu
- Kinh Dương Vương
- Lạc Long Quân
- Lâm Quang Thự
- Lê A
- Lê Công Kiều
- Lê Doãn Nhạ
- Lê Hiến Mai
- Lê Sao
- Lê Thạch
- Lê Thiệt
- Lê Thương
- Lê Trọng Tấn
- Lê Tự Nhất Thống
- Lê Văn Miến
- Lê Văn Sĩ
- Lê Văn Thịnh
- Lương Khánh Thiện
- Lương Trúc Đàm
- Lý Chính Thắng
- Lý Thái Tông
- Mai Văn Ngọc
- Mê Linh
- Mẹ Suốt
- Nam Cao
- Nam Trân
- Ngô Chân Lưu
- Ngô Đức Kế
- Ngô Sĩ Liên
- Ngô Thì Nhậm
- Ngô Tử Hạ
- Ngô Văn Sở
- Ngô Xuân Thu
- Ngọc Hồi
- Nguyễn An Ninh
- Nguyễn Bá Phát
- Nguyễn Bính
- Nguyễn Cảnh Chân
- Nguyễn Cảnh Dị
- Nguyễn Chánh
- Nguyễn Chích
- Nguyễn Chơn
- Nguyễn Chu Sĩ
- Nguyễn Công Triều
- Nguyễn Đình Trọng
- Nguyễn Đình Tứ
- Nguyễn Đỗ Cung
- Nguyễn Hàng Chi
- Nguyễn Huy Tưởng
- Nguyễn Khắc Nhu
- Nguyễn Khuyến
- Nguyễn Kiều
- Nguyễn Lương Bằng
- Nguyễn Mậu Kiến
- Nguyễn Minh Chấn
- Nguyễn Minh Không
- Nguyễn Mộng Tuân
- Nguyễn Như Hạnh
- Nguyễn Nhược Pháp
- Nguyễn Phước Chu
- Nguyễn Quyền
- Nguyễn Sinh Sắc
- Nguyễn Tất Thành
- Nguyễn Thái Bình
- Nguyễn Thành Long
- Nguyễn Thị Cận
- Nguyễn Thị Thập
- Nguyễn Thúy
- Nguyễn Tường Phổ
- Nguyễn Văn Cừ
- Nguyễn Viết Xuân
- Nguyễn Xí
- Ninh Tốn
- Phạm Đình Hổ
- Phạm Như Xương
- Phạm Thị Lam Anh
- Phạm Văn Ngôn
- Phạm Văn Tráng
- Phan Đình Giót
- Phan Nhu
- Phan Thị Nể
- Phan Văn Đạt
- Phan Văn Định
- Phan Văn Thuật
- Phan Văn Trường
- Phùng Chí Kiên
- Phùng Hưng
- Quách Xân
- Sử Hy Nhan
- Suối Lương
- Tạ Quang Bửu
- Tân Trào
- Thân Công Tài
- Thanh Nghị
- Thanh Tịnh
- Thích Quảng Đức
- Tô Hiệu
- Tôn Đức Thắng
- Tống Duy Tân
- Tốt Động
- Trần Anh Tông
- Trần Bích San
- Trần Đăng
- Trần Đình Nam
- Trần Đình Tri
- Trần Đức
- Trần Minh Tông
- Trần Nguyên Đán
- Trần Quang Long
- Trần Quý Khoách
- Trần Tấn
- Trần Triệu Luật
- Trần Văn Kỷ
- Trần Văn Quế
- Trịnh Khắc Lập
- Trương Công Huấn
- Trương Hoàn
- Trương Văn Đa
- Trương Vân Lĩnh
- Tự Đức
- Tú Quỳ
- Võ Duy Dương
- Võ Tự
- Vũ Huy Tấn
- Vũ Lập
- Vũ Ngọc Phan